# Winchester (Californie)
Pour les articles homonymes, voir Winchester.
Winchester est une localité américaine située dans le comté de Riverside, en Californie.